# دیر (مسیحیت)

سیناک ابی، پروانس

دِیر یا اَبی مجموعه‌ای از ساختمان‌هایی است که برای اعضای مذهبیِ مسیحی ساخته شده‌اند و در آن، همه زیرِ نظرِ رئیسِ دِیر زندگی می‌کنند. این مکان برای فعالیت‌های مذهبی، کار و مسکنِ راهبان و راهبه‌های مسیحی استفاده می‌شود. مفهومِ دِیر به‌دستِ رهبانانِ مرد و زنِ اولیه که زندگیِ خود را از جامعهٔ غیر روحانی جدا کرده بودند، قرن‌ها در حالِ توسعه بوده‌است. دیرها ممکن است بر روی بازدید کنندگان باز یا بسته باشند. برخی از آن‌ها به فقرا و نیازمندان و افرادی که به‌دنبالِ عُزلتِ معنوی هستند یا با آزار و اذیت آواره شده‌اند پناه می‌دهند و به آموزش و پرورشِ جوانان می‌پردازند. هم‌اکنون دیرهای مشهوری در بریتانیا و اروپا وجود دارد.

## کلیسای جامعِ بریستول
نقشهٔ دیرِ سنت‌آگوستین در بریستول که هم‌اکنون با نامِ کلیسای جامع بریستول نامیده می‌شود. آرایشِ ساختمان‌ها و بخش‌های گونه گونِ آن را که با طرحِ بندیکتین است، در طرحِ زیر می‌بینید:

نقشهٔ دیرِ سنت‌آگوستین:
A. کلیسا.
B. صومعهٔ بزرگ.
C. صومعهٔ کوچک.
D. سالن مطالعه.
E. گرماخانه.
F. سالن ناهار خوری.
G. سالن.
H. آشپزخانه.
I. حیاط کوچک.
K. سرداب‌ها.
L. سالن دیر.
P. دروازه دیر.
R. درمانگاه.
S. خوابگاه
T. تالار بزرگ.
V. مهمان خانه.
W. دروازه.
X. انبارها، اصطبل و غیره
Y. دستشویی.